# Mikádo (hra)

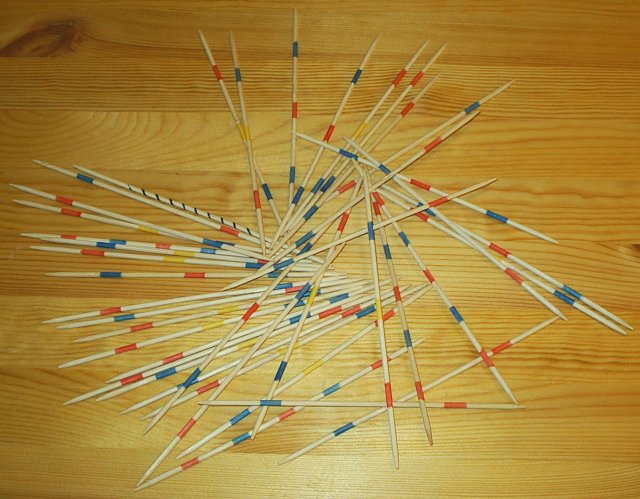
Mikádo

Mikádo je hra původem z Evropy. Do USA byla dovezena v roce 1936 z Maďarska, ale Američané tuto hru znají pod termínem pick-up sticks.

## Popis hůlek
Hra dostala svůj název pravděpodobně podle stejnojmenné modré hůlky. Klasické Mikádo se skládá z 41 tyčinek, z nichž každá barva má jiné bodové hodnocení (celkem 170 bodů). Tyčinky jsou zhruba 15 cm dlouhé a jsou vyrobeny z různého typu dřeva. Zelená (Samurai) tyčinka je z buku, červená (Kuli nebo Pracovník) z jasanu, oranžová (Bonzen) z dubu, žlutá/černá (Mandarin) z třešně a konečně modrá (Mikado) z ořechu. Známy jsou tři verze této hry: normal, mini a obří. V tehdejším Československu společnost Chemoplast a.s. vyráběla tuto hru výhradně z umělé hmoty a v této podobě je také známá spíše dříve narozeným.
Hru je možné provést i náhražkou, obyčejnými špejlemi dlouhými 20 cm, které lze jakkoli barevně odlišit a tím umožnit bodové odlišení.
- MIKADO (modrá spirála): 20 bodů 1 ks – 20 bodů
- MANDARIN (červená/modrá/červená/modrá/červená): 10 bodů – 5ks -50 bodů
- BONZE (modrá/červená/modrá): 5 bodů - 5 ks – 25 bodů
- SAMURAI (modrá/žlutá/červená): 3 body 15 ks – 45 bodů
- KULI (modrá/červená): 2 body 15 ks - 30 bodů

## Způsob hry
Celý svazek tyčinek se zarovná, sevře jednou z dlaní a pak se náhle z ruky uvolní na stolní desku či jinou podložku. Tyčinky dopadnou na stůl a soupeři pak vytahují z hromádky jednu za druhou. Pokud při vytahování dojde k pohnutí kterékoliv jiné tyčinky, ve hře pokračuje soupeř. Po získání tyčinky zvané Mandarin či Mikádo si ji lze při uvolňování ostatních pomáhat. Hra končí po rozebrání všech tyčinek. Vyhraje ten ze soupeřů, kterému se podaří nasbírat tyčinky s největším bodovým součtem.

## Sálové mikádo
Obdobnou hru lze hrát s tyčemi či rovnými klacky o délce přes metr. Každý hráč přidá na hromadu tyč. Z hromady pak jednotlivě vyjímají tyče tak, aby se jiné nepohnuly. Vyhrává, kdo tyčí získá nakonec nejvíc. I zde existují možné herní varianty, označení klacků pro zvýšení bodové hodnoty, hra družstev.